# Křesetice
Křesetice är en ort i Tjeckien.   Den ligger i regionen Mellersta Böhmen, i den centrala delen av landet, 60 km öster om huvudstaden Prag. Křesetice ligger 306 meter över havet och antalet invånare är 613.
Terrängen runt Křesetice är lite kuperad. Runt Křesetice är det ganska glesbefolkat, med 31 invånare per kvadratkilometer. Närmaste större samhälle är Kutná Hora, 4,6 km norr om Křesetice. Trakten runt Křesetice består till största delen av jordbruksmark.